# Isaac Cruikshank
Pour les articles homonymes, voir Cruikshank.
Isaac Cruikshank (né à Édimbourg en 1764 et décédé en 1811) est un peintre et caricaturiste écossais, connu pour ses satires politiques et sociales. Ses fils Isaac Robert Cruikshank (1789-1856) et George Cruikshank sont également devenus de célèbres caricaturistes.